# Trichomanes henzaianum
Trichomanes henzaianum là một loài dương xỉ trong họ Hymenophyllaceae. Loài này được Parish, Hk. mô tả khoa học đầu tiên năm 1860.
Danh pháp khoa học của loài này chưa được làm sáng tỏ. 